# Праужда
Пра́ужда (болг. Праужда) — село у Видинській області Болгарії. Входить до складу общини Белоградчик.

## Населення
За даними перепису населення 2011 року у селі проживали 63 особи, з них 60 осіб (95,2%) — болгари.
Розподіл населення за віком у 2011 році:
Динаміка населення: